# Logwin AG
Die Logwin Aktiengesellschaft mit Sitz in Grevenmacher (Luxemburg) ist ein weltweit tätiger Logistikdienstleister. Logwin beschäftigt rund 3.800 Mitarbeiterinnen und Mitarbeiter an rund 190 Standorten in 40 Ländern. Das Unternehmen ist zu 87,14 Prozent Eigentum der Delton Logistics S.à.r.l., deren Alleininhaber der Unternehmer Stefan Quandt ist.

## Geschichte
Das Unternehmen wurde 1985 von Günter Thiel unter dem Namen „Thiel Logistik AG“ gegründet. Nach und nach kaufte er andere Logistikunternehmen und gliederte sie ein, unter anderem Birkart Globistics, Delhey, Locton, Overbruck und Südkraft. Am 20. März 2000 ging das Unternehmen an die Börse. Dort war es als Mitglied des Indizes Nemax 50 ein wichtiger Titel im Neuen Markt. Die Aktie stieg von ihrem Ausgabekurs von 36 Euro bis auf einen Höchstpreis von 220 Euro Ende August 2000. Wie viele Aktien der Dotcom-Blase stürzte sie danach jedoch ab, bis auf nur noch 2 Euro im Juli 2002. Das Unternehmen schied nacheinander aus dem MDAX und dem SDAX aus.
Mitte 2002 kaufte die Holding-Gesellschaft Delton AG, deren alleiniger Aktionär der Unternehmer Stefan Quandt ist, eine knappe Aktienmehrheit der Thiel AG. Unter anderem erwarb sie die Aktienanteile des Gründers und des Managements. Im Frühjahr 2003 verließ Günter Thiel nach Meinungsverschiedenheiten mit dem neuen Mehrheitseigentümer das Unternehmen, neuer Vorstandsvorsitzender wurde Klaus Eierhoff. Nach seiner raschen Expansion musste der Konzern in den Folgejahren vor einer drohenden Insolvenz gerettet werden. Mitte 2005 wurde Eierhoff abgelöst; der Vorstandsvorsitzende der Delton AG, Berndt-Michael Winter, übernahm in Personalunion zusätzlich sowohl den Vorstandsvorsitz als auch den Verwaltungsratsvorsitz der Thiel AG. Nach dem Kauf durch Delton wurde der Konzern massiv umstrukturiert. 2008 wurde die Aktiengesellschaft in „Logwin“ umbenannt, auch alle Tochtergesellschaften wurden auf die neue Marke umfirmiert.
Nach einem weiteren starken Kursrückgang der Aktie auf 64 Cent unterbreitete die Delton AG 2008 ein Übernahmeangebot für die restlichen Aktien. Innerhalb kurzer Zeit baute Delton seinen Eigentumsanteil von 53,2 auf 80,6 Prozent aus. 2010 erhöhte Logwin sein Eigenkapital um rund ein Drittel, um Fremdkapital zurückzuzahlen. Die neu ausgegebenen Aktien wurden vollständig von Delton erworben. 2014 übernahm Antonius Wagner den Vorstandsvorsitz der Delton AG und, in fortbestehender Personalunion, auch Vorstandsvorsitz und Verwaltungsratsvorsitz von Logwin. Nach einer Erholung des Aktienkurses auf rund 3 Euro und der ersten Ausschüttung einer Dividende beschloss die Hauptversammlung 2017 eine Zusammenlegung von je 50 bisherigen Aktien zu einer neuen sowie gleichzeitig eine Umwandlung in Namensaktien. Als Ziel wurde in der Fachpresse das Herausdrängen der Kleinaktionäre angesehen, um das Unternehmen mithilfe eines „Squeeze-out“ von der Börse nehmen zu können. Die Delton AG hatte zu diesem Zeitpunkt ihren Eigentumsanteil weiter auf 86 Prozent erhöht. Umgekehrt macht die Logwin AG inzwischen über 80 Prozent des Beteiligungs-Umsatzes der Delton AG aus.

## Geschäftsfelder und Unternehmensstruktur
Die Logwin AG befördert Transportgüter per Lkw, Bahn, Luft- und Seefracht und übernimmt die zugehörige Lagerung. Außerdem gehören zur Geschäftstätigkeit zusätzliche Dienstleistungen an den beförderten Waren, Sondertransporte nichtstandardisierter Transportgüter, Übernahme innerbetrieblicher Logistik von Kunden sowie Steuerung der gesamten Lieferkette durch Supply-Chain-Management. Das Unternehmen hat sich auf Kunden aus den Branchen Anlagen- und Maschinenbau, Automobile, Chemie, Elektronik, Handel und Mode spezialisiert.
Logwin ist in zwei Bereichen organisiert:
- „Air + Ocean“ mit einem Jahresumsatz von 917,2 Mio. Euro übernimmt die Transporte und die damit in Verbindung stehenden Zusatzleistungen.[18]
- „Solutions“ mit einem Jahresumsatz von 341,9 Mio. Euro entwickelt branchenspezifische Transport- und Logistikkonzepte und betreibt ein europaweites Spezialnetz für den Transport von Handelswaren und Kleidung.[18]